# Torrent de Montbau
El torrent de Montbau, o Gombau, o de la Granja, és un curs d'aigua del vessant barceloní de Collserola que pertany administrativament al barri de Montbau. Recull les aigües de la serra d'Agudells, per sota de la carretera de la Rabassada, baixava per l'actual carrer d'Arquitectura, travessant les actuals Avinguda de la Vall d'Hebron i la Ronda de Dalt, fins a unir-se al torrents d'en Duran i de Generet a l'alçada de l'actual Avinguda del Cardenal Vidal i Barraquer, just per sobre del Pavelló de la República, on hi ha l'escultura Els Mistos, formant la riera d'en Marcel·lí.
El nom de torrent de la Granja li ve per la finca dita Granja Nova de Martí-Codolar on ara hi ha l'Hospital de la Vall d’Hebron.
El nom de torrent de Montbau va donar origen al nom del barri, construït el 1961. En el plànol geològic i topogràfic de Jaume Almera (1900) apareix el torrent de Mombau i en un plànol de l'Alpina (1959) ja es pot llegir el nom de torrent de Montbau.